# El Marguí
El Marguí és un mas a poc menys de mig km al sud de Sant Esteve d'en Bas a la comarca de la Garrotxa protegida com a bé cultural d'interès local.
És un edifici civil orientat a sud, situat al turó. L'edificació està coberta amb teulada a dues vessants. Hi ha tres cossos diferenciats. A la banda dreta hi ha un petit portal dovellat que constituïa la primitiva entrada a la part més antiga. A la façana principal s'hi accedeix per una escala de pedra feta no fa gaire temps. A part dels tres cossos diferenciats hi ha un afegit que fa funcions de pallissa.
A la casa sols es conserva documentació de fa dos-cents anys, però per l'estil de construcció mostra que és una casa anterior al segle xviii, a la qual les successives ampliacions han donat l'aspecte actual.